# Nadine Hanssen
Nadine Hanssen (* 7. Oktober 1993 in Brunssum) ist eine niederländische Fußballspielerin, die beim FC Aberdeen in der Scottish Women’s Premier League spielt.

## Karriere
Nadine Hanssen begann ihre Karriere in den Jugendmannschaften von VV Amstenrade und RKTSV Terwinselen. Im Jahr 2011 wechselte sie zur VVV-Venlo. In ihrer ersten Spielzeit im Erwachsenenbereich erreichte sie mit Venlo 2012 das niederländische Pokalfinale das mit 2:5 gegen ADO Den Haag verloren wurde. Danach wechselte Hanssen 2012 zu der PSV Eindhoven für die sie sieben Ligaspiele in der BeNe League absolvierte. Bereits ein weiteres Jahr später stand sie beim FC Utrecht unter Vertrag und absolvierte 15 Spiele. 2014 folgte ein Wechsel zu Fortuna Sittard, bevor sie ab 2015 drei Jahre beim RSC Anderlecht aktiv war.
Im Juli 2018 wechselte Hanssen zu Aston Villa in die englische Women’s Championship. In ihrem zweiten Jahr beim Verein aus Birmingham gelang 2020 der Aufstieg in die Women’s Super League. Nach dem Ende der Saison 2020/21 und nach der Geburt ihres Sohnes Romeo im Dezember 2021 beschloss sie, ihre eigene Fußballkarriere zu beenden.
Im Juni 2022 zog Hanssen mit ihrem Lebensgefährten, dem niederländischen Fußballtorhüter Kelle Roos, nach Aberdeen, nachdem dieser beim Erstligisten FC Aberdeen unterschrieben hatte. Im September 2022 unterschrieb auch Hanssen einen Vertrag bei dem Verein.